# Bacchisa unicoloripennis
Bacchisa unicoloripennis es una especie de escarabajo longicornio del género Bacchisa, tribu Astathini, subfamilia Lamiinae. Fue descrita científicamente por Breuning en 1965.

## Descripción
Mide 12 milímetros de longitud.

## Distribución
Se distribuye por Laos.